# Montorio Romano
Montorio Romano és un comune (municipi) de la ciutat metropolitana de Roma, a la regió italiana del Laci, situat uns 35 km al nord-est de Roma. L'1 de gener de 2018 tenia 1.913 habitants.
Montorio Romano limita amb els següents municipis: Monteflavio, Montelibretti, Moricone, Nerola i Scandriglia.